# Tailandia en los Juegos Paralímpicos de Barcelona 1992
Tailandia estuvo representada en los Juegos Paralímpicos de Barcelona 1992 por cinco deportistas masculinos.

## Medallistas
El equipo paralímpico tailandés obtuvo las siguientes medallas:
| Nombre                | Deporte   | Evento                  |
| --------------------- | --------- | ----------------------- |
| Oro                   |           |                         |
| —                     |           |                         |
| Plata                 |           |                         |
| —                     |           |                         |
| Bronce                |           |                         |
| Boochit Aungkulanavin | Atletismo | Jabalina THS4 masculino |